# Penisa ornata
Penisa ornata là một loài bướm đêm trong họ Noctuidae.